# Projekt Afrodyta
Projekt Afrodyta – amerykański program przebudowy wyeksploatowanych bombowców B-17F na latające bomby, samoloty wypełnione materiałem wybuchowym, zdalnie sterowanych drogą radiową, przeznaczonych do niszczenia silnie umocnionych celów. Ostatecznie program okazał się nieudany, a wśród uczestników zyskał przezwisko Perilous (niebezpieczny); dochodziło do sytuacji, w których po opuszczeniu samolotu pocisku przez załogę maszyna wymykała się spod kontroli i rozbijała w przypadkowym miejscu na terytorium Anglii. Donald Miller ocenia, że projekt „okazał się spektakularną klapą”.

## Geneza
Głównym powodem, dla którego rozpoczęto projekt, były informacje wywiadu o budowie i instalacji nowej hitlerowskiej broni odwetowej (niem. Vergeltungswaffe), dalekonośnego działa miotającego pociski balistyczne V-3, które miało ostrzeliwać Londyn. Bateria została zlokalizowana w dużym podziemnym kompleksie bunkrów w Mimoyecques, niedaleko Calais we Francji. Kompleks składał się z pięciu wydrążonych w litej skale sztolni o długości 150 m nachylonych pod kątem 45°, w każdej ze sztolni miało znajdować się po pięć dział. Wyloty luf zasłaniane były stalowymi drzwiami o grubości 250 mm. Na głębokości 30 m znajdowały się pomieszczenia dla obsługi armat. Najgłębsze pomieszczenia całego kompleksu umieszczone były na głębokości 110 m pod powierzchnią ziemi.
Klasyczne bombardowania bunkrów w Mimoyecques przy użyciu bombowców B-17 nie przynosiły żadnych rezultatów, również bombardowania taktyczne przy użyciu myśliwców bombardujących oceniono jako mało skuteczne. W tej sytuacji w czerwcu 1944 roku powstał projekt bardzo precyzyjnego ataku przy użyciu samolotów bomb, wypełnionych dużą ilością silnego materiału wybuchowego. Pomysł otrzymał kryptonim Afrodyta i oficjalnie rozpoczął się 23 czerwca 1944 roku.

## Konstrukcja
Na samoloty mające przenosić materiał wybuchowy przebudowano kilka Boeingów B-17 Flying Fortress, którym skończył się resurs. Zdemontowano z nich całe zbędne wyposażenie: uzbrojenie, opancerzenie, wieżyczki strzeleckie, instalacje bombową i tlenową oraz fotele załogi z wyjątkiem fotela pilota. W samolocie zainstalowano urządzenia odbiorcze mające przekazywać za pomocą serwomechanizmów polecenia dla autopilota. Całość miała być sterowana radiokomendowo z towarzyszącego, drugiego samolotu. System sterowania otrzymał nazwę Double Azon. Dodatkowo na pokładzie zainstalowano dwie kamery telewizyjne, jedną na dziobie w osłonie z pleksiglasu, mającą przekazywać obraz z przodu samolotu, służący dokładnemu naprowadzeniu na cel i drugą kamerę pokazującą tablice przyrządów samolotu bomby.
Typowa misja polegała na starcie samolotu bomby z załogą na pokładzie składającą się z pilota i mechanika, których zadaniem miało być wprowadzenie samolotu na wysokość ok. 600 metrów, na której miał być kontynuowany dalszy lot. Kontrolę nad samolotem przejmował drugi samolot matka, z którego pokładu sterowano lotem, lecący w odległości nie mniejszej niż 6000 m. Po uzbrojeniu zapalników i detonatorów pilot i mechanik opuszczali samolot nosiciel ładunku wybuchowego na spadochronach, jeszcze nad terytorium Anglii.
Na wersje samolotu bomby przebudowano łącznie około 25 Latających Fortec i około 4 samolotów sterujących. Samolot nazwano oficjalnie BQ-7, nieoficjalnie zwany Weary Wilies.

## Służba
Załogi dla nowych samolotów wybrano spośród ochotników z 662. Dywizjonu Bombowego 388. Grupy Bombowej 8. Armii Powietrznej. Samoloty rozmieszczono na lotnisku nieopodal Londynu.

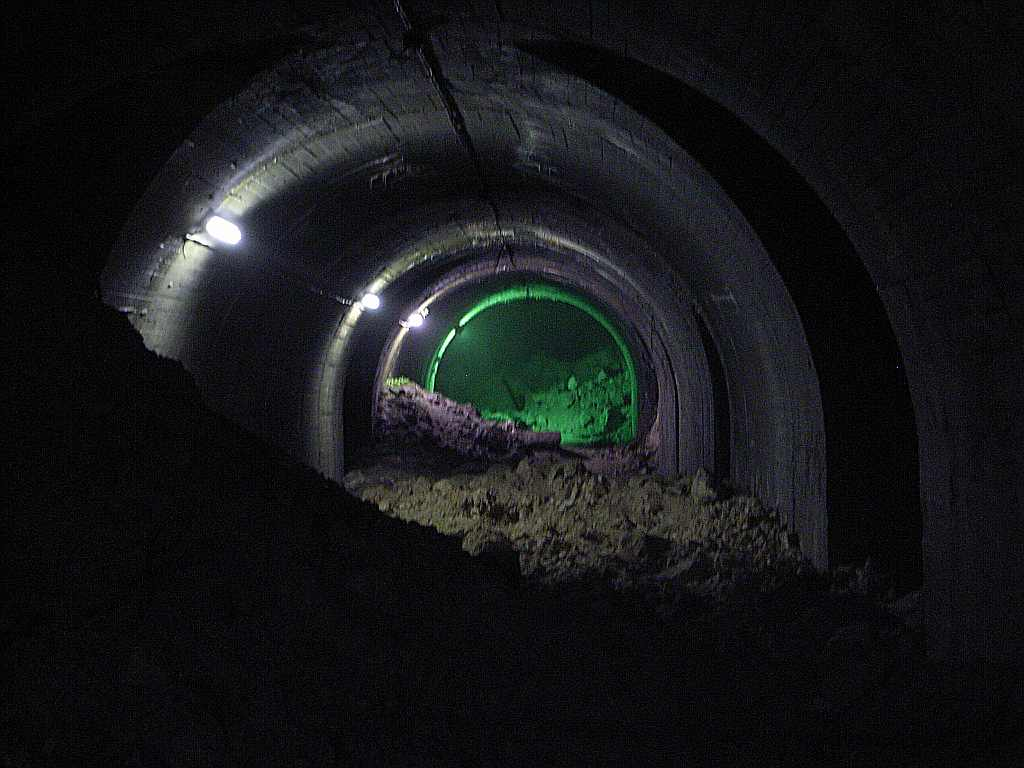
Schron w Mimoyecques

Pierwsza misja bojowa miała miejsce 4 sierpnia 1944 roku. Celem był kompleks bunkrów w Mimoyecques, stanowiska dział V-3, zadanie zniszczenia tych dział otrzymało kryptonim Project Perilous. Do wykonania zadania wystartowały dwa samoloty bomby i dwie maszyny sterujące. Pierwsza z maszyn dotarła nad cel bez problemów, jednak w wyniku panujących złych warunków atmosferycznych, naprowadzanie nad cel było nieprecyzyjne i maszyna eksplodowała około 150 metrów od celu. Lot drugiego samolotu zakończył się katastrofą. Samolot opuścił tylko mechanik, pilot został na pokładzie, ponieważ na skutek wadliwie działającego steru kierunku utracono kontrolę nad maszyną. Próby opanowania lotu nic nie dały i samolot rozbił się niedaleko Oksfordu, grzebiąc w swoich szczątkach pilota.
Następna misja odbyła się 6 sierpnia 1944 roku. Ponownie celem ataku były stanowiska dział V-3. Do misji przeznaczono dwa samoloty bomby i cztery samoloty sterujące, po dwa na jeden samolot. Niestety ponownie misja się nie udała, po utracie kontroli nad sterami samolotów,  pierwszy spadł do morza, drugi po wykonaniu paru kręgów nad Ipswich skierował się nad morze, do którego spadł nie eksplodując.
Idea całego projektu stanęła pod znakiem zapytania, jednak zdecydowano się kontynuować misje po zamontowaniu ulepszonego zestawu sterowania w miejsce Double-Azon, nazwanego Castor. Schrony w Mimoyecques były już pod kontrolą aliantów, dlatego celem nowej misji były schrony okrętów podwodnych na Helgolandzie. Niestety po opuszczeniu pokładu samolotu bomby przez członków załogi, nie otworzył się spadochron pilota, który zginął na miejscu, sama maszyna została zestrzelona przez artylerię przeciwlotniczą.
Kolejna misja również zakończyła się niepowodzeniem; atakowano schrony okrętów podwodnych w Heide, pierwszy samolot po utracie kontroli wpadł do morza, a drugi rozbił się nie trafiając w cel.
W październiku 1944 roku ponownie wysłano BQ-7 nad Helgoland i tym razem również bez większych sukcesów. Pierwsza maszyna została zestrzelona przez artylerię przeciwlotniczą, druga wpadła do morza, trzecia po niemożności zlokalizowania celu przez maszynę prowadzącą została skierowana nad Berlin jednak jej los nie jest znany, czwarta eksplodowała w pobliżu celu.
5 grudnia 1944 roku nad kolejową stację rozrządową niedaleko Hanoweru skierowano dwa BQ-7, jeden został zestrzelony przez artylerię, natomiast drugi po prawidłowym naprowadzeniu na cel, nie eksplodował i dostał się prawie nieuszkodzony w ręce Niemców.
Ostatnia misja odbyła się 20 stycznia 1945 roku. Dwa BQ-7 miały zniszczyć elektrownie w mieście Oldenburg, jednak obydwa minęły ją w znacznej odległości. Projekt Afrodyta został zakończony. 27 października 1944 roku Dowództwo Sił Strategicznych USAAF zaproponowało użycie BQ-7 do atakowania przemysłowych rejonów Niemiec, z pomysłu zrezygnowano po odmowie Brytyjczyków, którzy bali się nalotów odwetowych np. przy użyciu samolotów bomb Mistel. Marynarka Wojenna USA miała swój własny program samolotów bomb sterowanych radiokomendowo, nosił on nazwę Projekt Anvil.